# Pertti Hasanen
Pertti Hasanen (* 31. Juli 1954 in Turku) ist ein ehemaliger finnischer Eishockeytorwart und  heutiger -trainer. Nach langjähriger Karriere als Spieler, Trainer, Scout und Funktionär war Hasanen zuletzt Development Coach bei den Adler Mannheim in der DEL aktiv.

## Karriere als Spieler
Seine ersten Einsätze als Profi bestritt Hasanen 1971–1975 bei TuTo Hockey in der SM-sarja, der damals höchsten finnischen Spielklasse. 1975 wechselte er in die zweite finnische Liga I-divisioona zu Kiekkoreipas. 1976 kehrte er ins Oberhaus zurück und gewann 1979 mit Tappara die finnische Meisterschaft in der SM-liiga. Auf dem Höhepunkt seiner Laufbahn beendete Hasanen seine Karriere. Insgesamt bestritt Hasanen 170 Liga-Spiele und zwei Playoff-Spiele.

## Karriere als Trainer
Unmittelbar nach Beendigung seiner Laufbahn als aktiver Spieler wurde Hasanen Cheftrainer beim finnischen Zweitliga-Verein FoPS. Nach zwei Jahren wechselte er innerhalb der Liga zu HeKi. Sein Durchbruch als Trainer gelang ihm allerdings erst mit dem Wechsel nach Nordamerika – als Assistenztrainer der College-Mannschaft UMass Lowell und der Boston University erarbeitete er sich den Ruf als akribischer Arbeiter mit Auge für vielversprechende Talente. Ebenfalls als Assistenztrainer wurde er 1990 von den Springfield Indians aus der American Hockey League verpflichtet. Bereits in seiner ersten Amtszeit gewannen die Indians den Calder Cup. Anschließend wechselte Hasanen als Cheftrainer von Tappara zurück in die Heimat, zu dem Club, mit dem er 1979 den Titel als Spieler geholt hatte. Es gelang ihm allerdings nicht, seinen Erfolg als Trainer zu wiederholen.
1995 führte ihn sein Weg erneut nach Nordamerika zurück zur Boston University. Erneut als Assistenz-Trainer verlor er 1997 das Finale der NCAA gegen die University of North Dakota. Nach zwei weiteren Stationen als Head Coach bei Sparta Sarpsborg und Sterzing/Vipiteno sowie als Assistenztrainer bei der UMass Lowell wurde Hasanen 2001 Scout des NHL-Teams Calgary Flames, 2007 dann Head European Scout der Los Angeles Kings. 2010 folgte er erneut dem Ruf der Boston University, die ihn zum Director of Hockey Operations ernannte – Hasanen war in dieser Funktion vollumfänglich verantwortlich für den Eishockey-Bereich und damit dem erfolgreichsten Sport-Programm der Boston University. 2015 wechselte er als Development- und Skills-Coach zu den New Jersey Devils, bevor er 2018 von den Adler Mannheim verpflichtet wurde. In seiner Rolle als Assistenz-Trainer sollte er nach Aussage des Adler-Sportmanagers Jan-Axel Alavaara sowohl die jungen als auch die erfahrenen Spieler weiterentwickeln. In der Saison 2019/20 war Hasanen dann Development Coach der Adler, ehe er den Klub 2020 verließ.
Hasanen führt über die Pertti Hasanen Hockey Academy Jugend-Trainingscamps an der Boston University durch. An diesen Trainingslagern nahmen u. a. Spieler wie Jack Eichel, Lee Stempniak, Alex Chiasson oder Devin Shore teil.